# Conan Whitehead
Conan Ross Whitehead (Dartford, Kent, 18 februari 1986) is een Engelse darter die uitkomt voor de PDC. Zijn bijnaam luidt The Barbarian.
Hij herwon zijn tourkaart voor 2019/2020 door op de UK Q-School van 2019 bij de beste elf te eindigen.

## Carrière
Whitehead had ook al van 2011 tot 2015 een PDC tourkaart. Terug bij de BDO bereikte hij kwartfinales op de World Darts Trophy (2017) en het World Darts Championship (2019). 

## Resultaten op wereldkampioenschappen

### BDO
- 2017: Laatste 32 (verloren van Darius Labanauskas met 1-3)
- 2018: Laatste 16 (verloren van Jim Williams met 3-4)
- 2019: Kwartfinale (verloren van Scott Waites met 3-5)